# Zeledonzaunkönig
Der Zeledonzaunkönig (Cantorchilus zeledoni) ist eine Vogelart aus der Familie der Zaunkönige (Troglodytidae), die vom östlichen Nicaragua über das östliche Costa Rica und das nordwestliche Panama verbreitet ist. Der Bestand wird von der IUCN als nicht gefährdet (Least Concern) eingeschätzt. Die Art gilt als monotypisch.

## Merkmale
Der Zeledonzaunkönig erreicht eine Körperlänge von etwa 14,0 cm. Der weiße Überaugenstreif hebt sich stark vom grauen Oberkopf und dem graubraunen Streif hinter dem Auge ab. Die Ohrdecken sind grau und schmutzig weiß gesprenkelt. Die Oberseite ist bräunlich grau, eine Färbung, die am Bürzel ins olivfarbene übergeht. Die Handschwingen und die Armschwingen sind matt graubraun mit unauffälligen dunkleren Streifen. Die olivbraunen Steuerfedern sind von auffälligen, dunkleren Binden durchzogen. Die Unterseite wirkt schmutzig weiß, was an der Brust ins Grau und im hinteren Bereich des Bauchs ins Graugelbbraune übergeht. Die Augen sind graubraun, der Oberschnabel schwarz, der Unterschnabel grau und die Beine dunkel olivfarben. Er ist größer als der Cabaniszaunkönig (Cantorchilus modestus) und unterscheidet sich von diesem außerdem durch einen erheblichen Anteil mehr an Graufärbung. Beide Geschlechter ähneln sich. Jungtiere haben eine weniger auffällige Gesichtsmarkierung und eine mattere Färbung auf der Unterseite.

## Verhalten und Ernährung
Es liegen keine Daten zur Nahrung des Zeledonzaunkönigs vor. Bei der Futtersuche bewegt er sich in der Vegetation der relativ niederen Straten im dichten Unterholz.

## Lautäußerungen
Der Zeledonzaunkönig singt in einem komplexen Duett der Geschlechter, mit drei Hauptkomponenten, von dem jede sich in der Struktur unterscheidet. Das beginnt mit schnellen und stark koordinierten abwechselnden zweiteiligen Phrasen der Weibchen und eine relativ kurze, schnelle tieffrequentige Phrase des Männchens. Es folgt eine etwas längere hochfrequentige Phrase aus vier bis sechs Elementen durch das Männchen. Jedes Geschlecht hat sein eigenes Repertoire für den jeweiligen Part und jeder Phrasentyp ist miteinander verbunden, um ein Duett zu singen. Nur gelegentliche Eröffnung der Phrasen durch das Männchen oder regelmäßig Einzelgesang kommt nicht vor.

## Fortpflanzung
Laut einer Vogelberingungsstudie in Costa Rica brütet der Zeledonzaunkönig von März bis August. Das Nest ist eiförmig und ca. 10,0 × 6,7 bis 10,3 cm groß sowie 16 bis 19 cm hoch mit einem Seiteneingang mit einem Schirm, welcher zu einem nach unten führenden Tunnel führt. Dieses baut er aus Pflanzenfasern und legt es mit Samen und Federn aus. Das Nest wird durch das Weibchen gebaut und dies dauert ca. drei Tage. Das Nest platziert der Zeledonzaunkönig in 0,65 bis 1,65 Meter über dem Boden auf einem horizontalen Ast, der sich meist in dichtem Gestrüpp oder im Gewirr von Schlingpflanzen befindet. Dünnere Nestbauten, die als Schlafplatz dienen, werden von beiden Geschlechtern gebaut. Ein Gelege besteht aus zwei bis drei hellblauen Eiern. Das Ausbrüten der Eier dauert 14 Tage. Die Küken werden von beiden Eltern gefüttert. Die Nestlinge werden nach 14 bis 15 Tagen flügge. Gelegentlich verlassen die Küken, bevor sie in der Lage sind zu fliegen, das Nest, werden dann aber noch zwei Tage in der Nähe des Nests gefüttert, bevor sie den Eltern folgen und das Nest verlassen. Während der Studie wurden zwanzig Eier gelegt, bei elf davon schlüpften Küken und nur zwei der Küken überlebten, bis sie unabhängig von den Eltern waren. Nesträuber wie Schlangen und Weißrüssel-Nasenbären (Nasua narica) waren hauptsächlich für die Verluste verantwortlich. Außerdem nutze der Rotaugenkuhstärling (Molothrus aeneus) das Nest als Brutparasit.

## Verbreitung und Lebensraum
Der Zeledonzaunkönig bevorzugt Sekundärvegetation, sich erholendes Agrarlandschaften und wildes Röhricht. In ursprünglichem Wald kommt er nicht vor. Er bewegt sich in Höhenlagen von Meeresspiegel bis über 600 Metern. In den Höhenlagen, die der Cabaniszaunkönig besetzt, kommt er nicht vor.

## Migration
Es wird vermutet, dass der Zeledonzaunkönig ein Standvogel ist.

## Unterarten
Lange wurde der Zeledonzaunkönig (Cantorchilus zeledoni (Ridgway, 1878)), der Panamazaunkönig (Cantorchilus elutus (Bangs, 1902)), Thryothorus modestus roberti Phillips, AR, 1986 und Thryothorus modestus vanrossemi Phillips, AR, 1986 als Unterart des Cabaniszaunkönigs betrachtet. Heute gelten C. m. roberti und C. m. vanrossemi als Synonyme für Cabaniszaunkönig bzw. der Zeledonzaunkönig und der Panamazaunkönig als eigenständige Art. Bei einer weiteren potentiellen Unterart aus Belize ist der Status noch nicht geklärt.

## Etymologie und Forschungsgeschichte
Die Erstbeschreibung des Zeledonzaunkönigs erfolgte 1878 durch Robert Ridgway unter dem wissenschaftlichen Namen Thryophilus zeledoni. Das Typusexemplar wurde von José Castulo Zeledón (1846–1923) an der atlantischen Küste Costa Ricas gesammelt. 2006 führte Nigel Ian Mann, Frederick Keith Barker, Jefferson Alden Graves, Kimberly Anne Dingess-Mann und Peter James Bramwell Slater die für die Wissenschaft neue Gattung Cantorchilus ein. Dieser Name leitet sich von »cantus« für »Lied« und »orkhilos ορχιλος« für »Zaunkönig« ab. Der Artname »zeledoni« ist seinem Sammler gewidmet.